# Макино, Томоаки
Томоаки Макино (яп. 槙野 智章 Макино Томоаки, 11 мая 1987, Хиросима, Япония) — японский футболист, защитник клуба «Урава Ред Даймондс» и сборной Японии.

## Клубная карьера
Выступал за молодёжную сборную Японии на чемпионате мира 2007 года, где забил один гол в матче 1/8 финала против Чехии.
30 декабря 2010 подписал контракт с немецким клубом «Кёльн». Дебютировал 29 января в матче 20 тура против «Санкт-Паули», отыграв все 90 минут. В 2012 году на правах аренды перешёл в Урава Ред Даймондс, после истечения аренды в 2013 клуб выкупил игрока.

## Выступления за сборную
Дебютировал за национальную сборную Японии 6 января 2010 года в матче квалификации к Кубку Азии против Йемена. Был включен в финальный состав сборной на Кубок Азии 2011 в Катаре, но получил травму во время подготовки к турниру и в последний момент был заменён на Мицуру Нагату.